# Hamburg Institute for Advanced Study

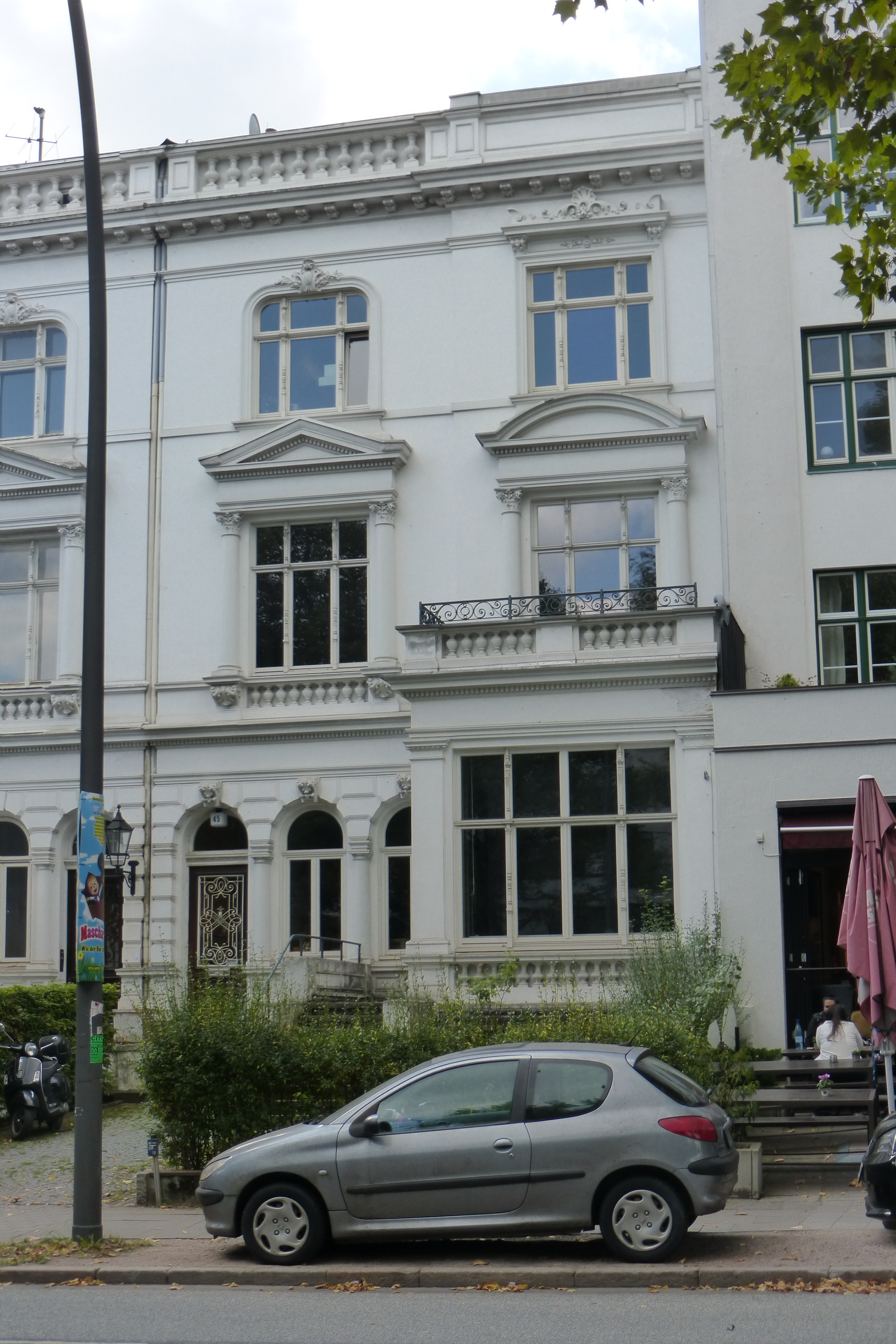
Sitz des Hamburg Institute for Advanced Study, Rothenbaumchaussee 45

Das Hamburg Institute for Advanced Study (HIAS) ist ein 2019 in der Form eines gemeinnützigen Vereins gegründetes Wissenschaftskolleg für interdisziplinäre Spitzenforschung in Hamburg nach dem Vorbild des ältesten Wissenschaftsinstitutes der Welt, dem Institute for Advanced Study in Princeton, das durch Albert Einstein und andere deutsche Emigranten geprägt wurde. Das HIAS wird getragen von acht Hamburger Hochschulen und der Akademie der Wissenschaften.

## Beschreibung
Das Institut beruft jährlich bis zu 20 herausragende Wissenschaftler aus allen Fachrichtungen sowie bildende und darstellende Künstler nach Hamburg, die in dem Institut gemeinsam arbeiten. Deren selbst ausgewählte Forschungsvorhaben und Projekte werden zwischen drei und zehn Monaten organisatorisch unterstützt und finanziert. Ziel des Kollegs ist der Austausch der Fellows mit Hamburger Forschenden.
Das Institut finanziert sich aus Mitteln der Freien und Hansestadt Hamburg, der Universität Hamburg, der Akademie der Wissenschaften in Hamburg sowie zweier Hamburger Stiftungen.

## Mitgliedsinstitutionen
Das Institut wurde auf Initiative der Akademie der Wissenschaften in Hamburg und der Universität Hamburg sowie sechs weiterer Hamburger Hochschulen (Bucerius Law School, HafenCity Universität Hamburg, Helmut-Schmidt-Universität/Universität der Bundeswehr Hamburg, Hochschule für bildende Künste Hamburg, Hochschule für Musik und Theater Hamburg, Technische Universität Hamburg) gegründet. Seit 2020 gehört das Deutsche Elektronen-Synchrotron zu den Mitgliedsinstitutionen.

## Organe
Organe des HIAS sind die Mitgliederversammlung, der Vorstand und das Präsidium.

### Vorstand
Den Vorstand bilden Andreas Timm-Giel (Vorsitzender), Präsident der Technischen Universität Hamburg, Martin Köttering, Präsident der Hochschule für bildende Künste Hamburg, Mojib Latif, Präsident der Akademie der Wissenschaften in Hamburg, Hauke Heekeren, Präsident der Universität Hamburg
und seit 1. August 2021 Dorothea Rüland, Generalsekretärin des HIAS.

### Sprecherin des Präsidiums
Sprecherin des Präsidiums ist seit Herbst 2022 Iris Wenderholm, Professorin für Kunstgeschichte an der Universität Hamburg in der Nachfolge von Frank Fehrenbach, ebenfalls Professor für Kunstgeschichte in Hamburg.

## Beirat
Seit 2022 berät ein für drei Jahre gewählter internationaler zehnköpfiger Beirat aus Experten unterschiedlicher Wissenschaftsbereiche den Vorstand und das Präsidium in allen wissenschaftlichen Angelegenheiten und der Auswahl der Fellows:
- Aktuelle Kunst: Alexander Klar, Direktor der Hamburger Kunsthalle
- Mathematik: Peter Scholze, Universität Bonn
- Medizin: Leena Bruckner-Tuderman, Albert-Ludwigs-Universität Freiburg
- Musikwissenschaften: Thomas Christensen, University of Chicago
- Physik: Ruth Durrer, Universität Genf
- Rechtswissenschaften: Hans-Jürgen Papier, LMU München
- Sozialwissenschaften: Rudolf Stichweh, Universität Bonn
- Sprache/Literatur: Elisabeth Bronfen, Universität Zürich / New York University
- Technikwissenschaften: Frank Allgöwer, Universität Stuttgart
- Wirtschaftswissenschaften: Lars P. Feld, Walter Eucken Institut, Freiburg im Breisgau

## Förderungen und Fellowships
Die Joachim Herz Stiftung und die Zeit-Stiftung fördern das Hamburg Institute for Advanced Study und den Aufenthalt der Wissenschaftler mit insgesamt 1,3 Millionen Euro. Zum Herbst 2022 schrieb die Forschungsstelle für Zeitgeschichte in Hamburg (FZH) mit dem Hamburg Institute for Advanced Study (HIAS) zum ersten Mal ein bis zwei Fellowships zum Thema Urbanität und Stadtgeschichte in zeithistorischer Perspektive aus, für 2023 zwei bis drei Fellowships.
Im Rahmen der Förderung der Zeit-Stiftung von Forschenden aus den Geistes- und Sozialwissenschaften erhielt die Schriftstellerin und Literaturwissenschaftlerin Anna Katharina Schaffner 2020/2021 das erste Gerd Bucerius Fellowship. Nach eigenen Angaben vollendete sie während des Aufenthalts ihr Buch The Art of Self-Improvement. Ten Timeless Truths. Zu den Fellows des ersten HIAS-Jahrgangs 2020/2021 gehörte weiter die Mikrobiologin und Evolutionsforscherin Katrin Hammerschmidt von der Christian-Albrechts-Universität zu Kiel. 2021/2022 erhielt Andrea Frisch, Professorin für französische Literatur und vergleichende Literaturwissenschaft an der University of Maryland, College Park, das Bucerius Fellowship. Fellows 2022/23 sind Stephen Barber, Christine Hobden, Cat Hope und Jeanette Kohl. 2023/24 erhalten Elisabeth Bronfen, Tsitsi Dangarembga, Davide Giuriato, Rüdiger Görner, Stefan Huster, Eva Illouz, Janusz Reiter, Sabine Schmidtke und Natan Sznaider eine Fellowship.

## Wissenschaftskonferenz „Hamburger Horizonte“
Das Hamburg Institute for Advanced Study (HIAS) ist zusammen mit der Körber-Stiftung und der Universität Hamburg Veranstalter der „Hamburger Horizonte“, einem jährlichen Austausch von Wissenschaft und Gesellschaft. An der Wissenschaftskonferenz 2022 wirkten die Fellows als Diskutanten mit.

## Sitz Rothenbaumchaussee 45

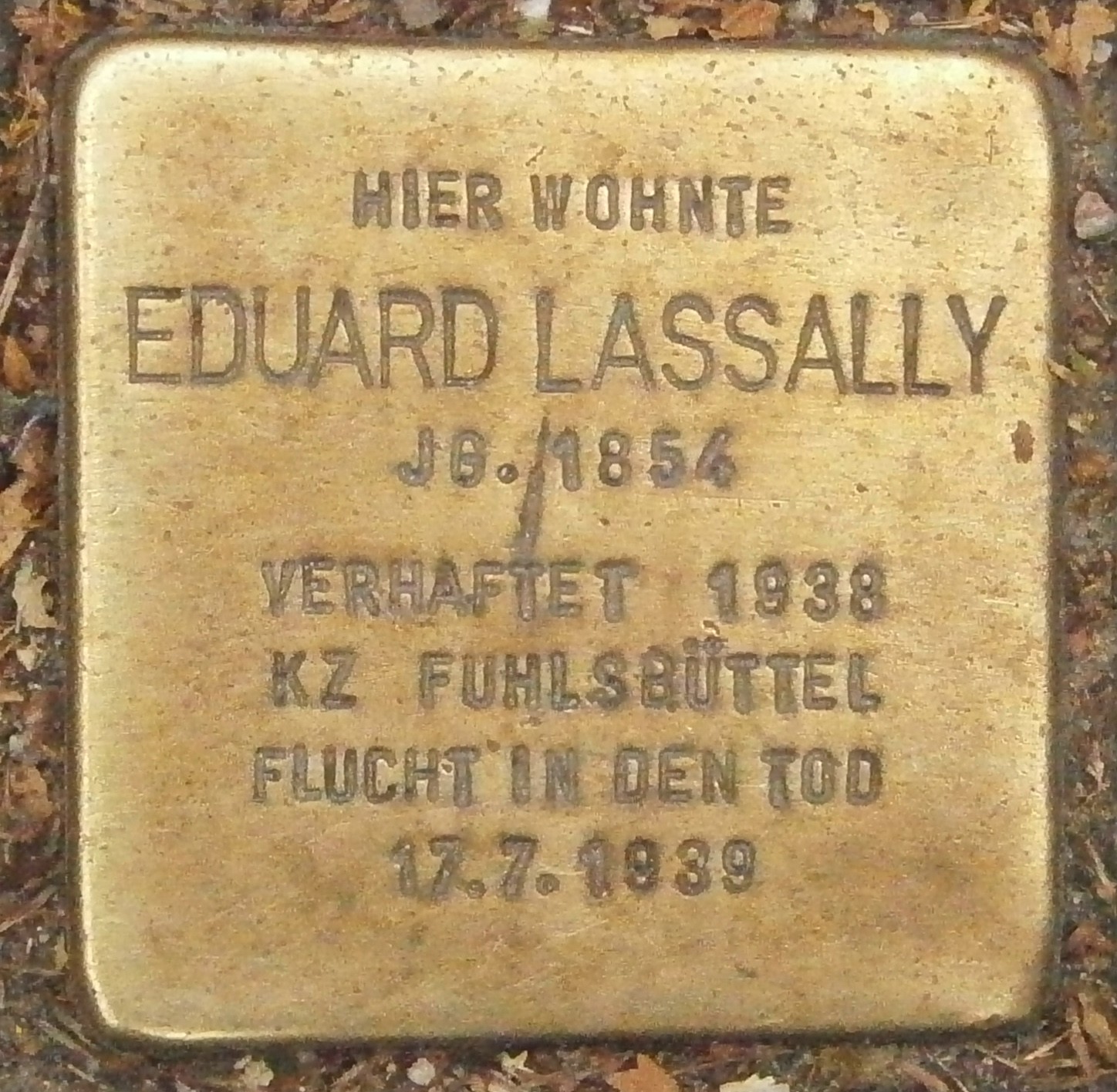

Das Institut hat seinen Sitz auf der Rothenbaumchaussee 45. Das denkmalgeschützte 1892 als Teil eines Ensembles von drei Häusern (41–45) von dem Hamburger Architekten Richard Jacobssen
errichtete Haus wurde 1935 von dem benachbarten (43) Hamburger Kaffeehändler und Bankier Eduard Lassally (1854–1939) erworben. Als Protestant mit jüdischen Wurzeln musste er 1939 das Haus verkaufen und beging Selbstmord. An ihn erinnert ein vor der Nr. 43 verlegter Stolperstein. Eduard Lassallys Sohn Oswald und der Erbe der Käuferin, einigten sich 1951 auf einen Vergleich. Seit 1961 gehört das Haus der Universität Hamburg.